# Bir Chouhada
Bir Chouhada (em árabe: بئر الشهداء), anteriormente Levasseur, é uma comuna localizada na província de Oum El Bouaghi, Argélia. De acordo com o censo de 2008, a população total da cidade era de 11 210 habitantes.